# Ivar Nilsson
Ivar Bengt Nilsson (* 12. Juni 1933 in Göteborg; † 26. Februar 2019  in Mölnlycke) war ein schwedischer Eisschnellläufer.

## Werdegang
Nilsson, der für den IK Wega aus Göteborg startete, nahm von 1957 bis 1967 an internationalen Wettbewerben teil. Dabei kam er in der Saison 1959/60 bei der Mehrkampfeuropameisterschaft 1960 in Oslo auf den vierten Platz und bei der Mehrkampfeuropameisterschaft 1960 in Davos auf den 12. Rang im Großen Vierkampf. Beim Saisonhöhepunkt, den Olympischen Winterspielen 1960 in Squaw Valley, wurde er Siebter über 5000 m und Vierter über 10.000 m. In der Saison 1960/61 siegte er erstmals bei den schwedischen Meisterschaften im Großen Vierkampf und lief bei der Mehrkampfeuropameisterschaft 1961 in Helsinki auf den vierten Platz sowie bei der Mehrkampfweltmeisterschaft 1961 in Göteborg auf den sechsten Rang im Großen Vierkampf. In der folgenden Saison errang er bei der Mehrkampfeuropameisterschaft 1962 in Oslo den 13. Platz und holte bei der Mehrkampfweltmeisterschaft 1962 in Moskau die Bronzemedaille im Großen Vierkampf. Nachdem er zu Beginn der Saison 1962/63 erneut und letztmals den schwedischen Meistertitel im Großen Vierkampf gewinnen konnte, wurde er bei der Mehrkampfeuropameisterschaft 1963 in Göteborg Sechster und bei der Mehrkampfweltmeisterschaft 1963 in Karuizawa Achter im Großen Vierkampf. Zudem siegte er im Januar 1963 im Großen Vierkampf bei einem internationalen Rennen in Davos. In der Saison 1963/64 belegte er bei der Mehrkampfeuropameisterschaft 1964 in Oslo den 14. Platz und bei der Mehrkampfweltmeisterschaft 1964 in Helsinki den achten Rang im Großen Vierkampf. Beim Saisonhöhepunkt, den Olympischen Winterspielen 1964 in Innsbruck, lief er auf den 19. Platz über 1500 m, auf den zehnten Rang über 10.000 m und auf den siebten Platz über 5000 m. Im folgenden Jahr kam er bei seiner letzten Teilnahmen an Weltmeisterschaften sowie Europameisterschaften bei der Mehrkampfeuropameisterschaft in Göteborg auf den 16. Platz und bei der Mehrkampfweltmeisterschaft in Oslo auf den 15. Rang im Großen Vierkampf.

## Erfolge

### Olympische Spiele
- 1960 Squaw Valley: 4. Platz 10.000 m, 7. Platz 5000 m
- 1964 Innsbruck: 7. Platz 5000 m, 10. Platz 10.000 m, 19. Platz 1500 m

### Mehrkampf-Weltmeisterschaften
- 1960 Davos: 12. Platz Großer Vierkampf
- 1961 Göteborg: 6. Platz Großer Vierkampf
- 1962 Moskau: 3. Platz Großer Vierkampf
- 1963 Karuizawa: 8. Platz Großer Vierkampf
- 1964 Helsinki: 8. Platz Großer Vierkampf
- 1965 Oslo: 15. Platz Großer Vierkampf

### Mehrkampf-Europameisterschaften
- 1960 Oslo: 4. Platz Großer Vierkampf
- 1961 Helsinki: 4. Platz Großer Vierkampf
- 1962 Oslo: 13. Platz Großer Vierkampf
- 1963 Göteborg: 6. Platz Großer Vierkampf
- 1964 Oslo: 14. Platz Großer Vierkampf
- 1965 Göteborg: 16. Platz Großer Vierkampf

## Persönliche Bestzeiten
| Disziplin | Zeit        | Datum            | Ort       |
| --------- | ----------- | ---------------- | --------- |
| 500 m     | 42,6 s      | 24. Februar 1963 | Karuizawa |
| 1000 m    | 1:35,6 min  | 1. Februar 1961  | Göteborg  |
| 1500 m    | 2:10,5 min  | 24. Februar 1963 | Karuizawa |
| 3000 m    | 4:37,8 min  | 3. März 1965     | Järpen    |
| 5000 m    | 7:42,8 min  | 25. Januar 1964  | Inzell    |
| 10.000 m  | 16:02,9 min | 2. Februar 1963  | Göteborg  |